# Racopilum tomentosum
Racopilum tomentosum är en bladmossart som beskrevs av Bridel 1827. Racopilum tomentosum ingår i släktet Racopilum och familjen Racopilaceae. Inga underarter finns listade i Catalogue of Life.